# Ісландський дослідницький центр
Ісландський дослідницький центр (RANNÍS; ісландською: Rannsóknamiðstöð Íslands) фінансує та сприяє науковим дослідженням в Ісландії. Він був створений у 2003 році через законодавчий акт. З 1 квітня 2022 року курирує його діяльність Міністерство вищої освіти, науки та інновацій. Він працює зі штаб-квартири на Borgartún 30 у Рейк'явіку.
RANNÍS тісно співпрацює з Радою наукової та технологічної політики Ісландії та надає професійну допомогу в підготовці та реалізації національної науково-технічної політики. RANNÍS управляє конкурсними фондами в галузі досліджень, інновацій, освіти та культури, а також стратегічними дослідницькими програмами. RANNÍS координує та сприяє участі Ісландії в європейських програмах, таких як Horizon Europe у сферах досліджень та інновацій, Erasmus+ у сферах освіти, навчання, молоді та спорту та Creative Europe у сферах культури та аудіовізуальних медіа. Крім того, RANNÍS контролює ресурси та ефективність науково-дослідної роботи та сприяє підвищенню обізнаності громадськості про дослідження та інновації, освіту та культуру в Ісландії.

## Інтернет-ресурси
- Офіційний сайт
- VIAF. Rannsóknamiðstöð Íslands